# 심해탐사

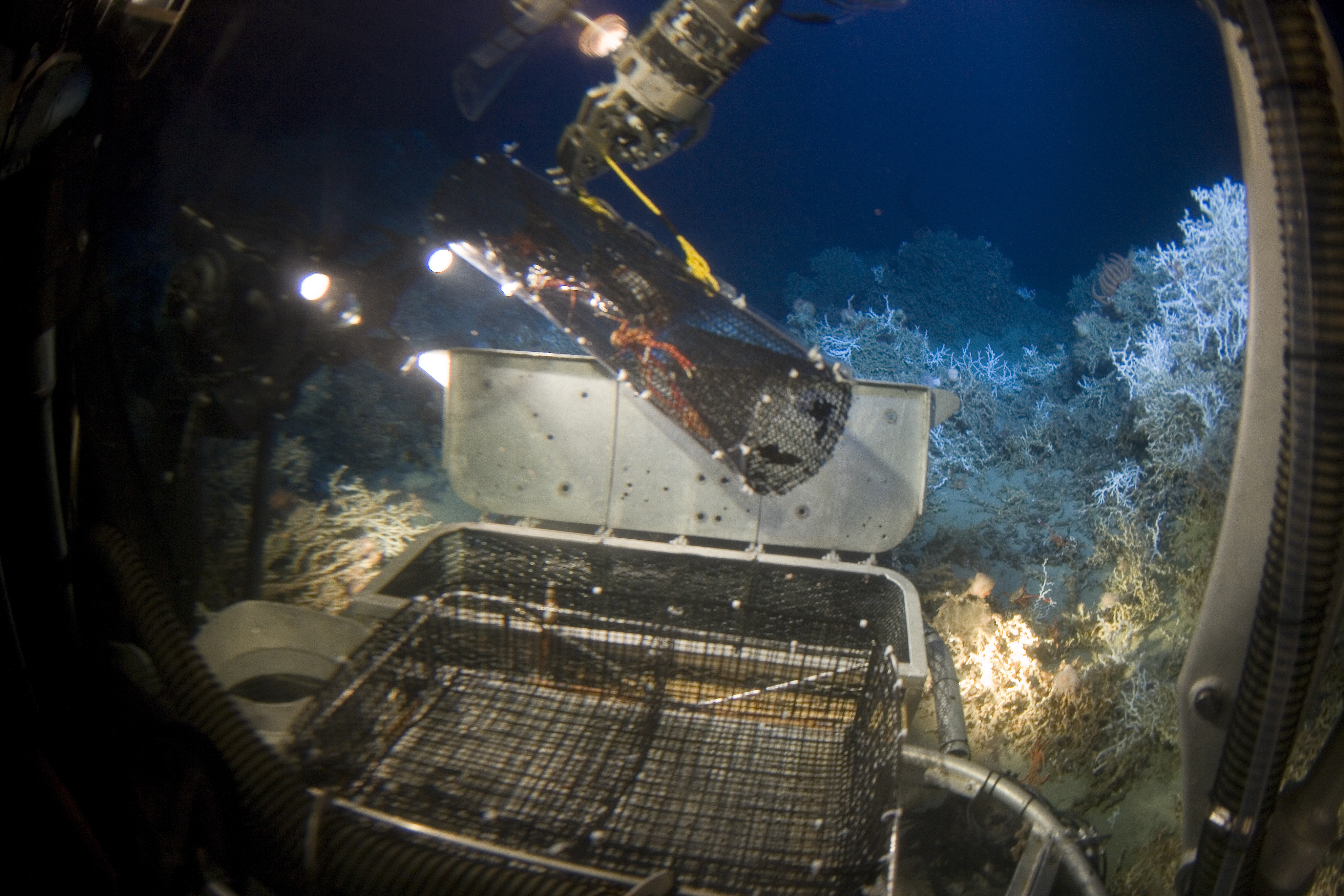
심해 동물을 잘 잡기 위해 수정된 뱀장어 함정

심해 탐사는 과학적 또는 상업적 목적으로 해저의 물리적, 화학적 및 생물학적 조건을 조사하는 것이다. 심해 탐사는 다른 지구물리학 연구 분야에 비해 비교적 최근의 인간 활동으로 간주된다. 심해 탐사는 비교적 최근 몇 년 동안만 이루어졌기 때문이다. 심해는 여전히 대부분이 탐사되지 않았으며 상대적으로 발견되지 않은 영역이 많다.
일반적으로 현대 과학의 심해 탐사는 프랑스 과학자 피에르 시몽 드 라플라스가 브라질과 아프리카 해안에 등록된 조석의 움직임을 관찰하여 대서양의 평균 깊이를 조사하면서 시작되었다고 할 수 있다. 그는 깊이를 3,962미터(12,999피트)로 계산했는데, 이 값은 나중에 에코 울림 측정 기술로 매우 정확한 것으로 입증되었다. 이후 해저 케이블 설치 수요 증가로, 해저 깊이의 정확한 측정이 필요해졌고 해저에 대한 첫 번째 조사가 착수했다. 최초의 심해 생명체는 1864년 노르웨이 연구원들이 3,109m (10,200피트) 깊이에서 줄기가 있는 바다나리의 표본을 얻었을 때 발견되었다.
1872년부터 1876년까지 영국 과학자들은 실험용 선박으로 재설계된 범선인 HMS Challenger를 타고 획기적인 해양 연구를 수행했다. 챌린저 탐사는 127,653km(68,927nmi)를 탐사했으며, 선상 과학자들은 수백 개의 샘플과 수로 측량을 수집하여 심해 유기체를 포함한 4,700 종 이상의 새로운 해양 생물을 발견했다.  그들은 또한 깊은 바다 분지와 같은 주요 해저 특징의 최초의 실제 모습을 제공한 것으로 알려져 있다.
심해 조사에 사용된 최초의 도구는 영국 탐험가인 제임스 클락 로스 경이 사용한 측심기였다. 이 장비로 그는 1840년에 3,700m(12,139피트)의 깊이에 도달했다. 챌린저 탐험대는 해저에서 샘플을 추출하기 위해 Baillie 측심기라고 하는 유사한 장비를 사용했다.
20세기의 심해 탐사는 소리를 사용하여 수중 물체의 존재를 감지할 수 있는 소나 시스템에서 유인 심해 잠수정에 이르기까지 일련의 기술 발명을 통해 상당히 발전했다. 1960년, Jacques Piccard와 미해군 Donald Walsh 중위는 Trieste 수조를 타고 세계에서 가장 깊은 바다인 마리아나 해구로 하강했다. 2012년 3월 25일, 영화감독 제임스 카메론 이 딥씨 챌린저에서 마리아나 해구로 내려갔다. 그리고 처음으로 바닥을 촬영하고 샘플링했을 것으로 예상된다.
심해 탐사의 이러한 발전에도 불구하고 해저로의 항해는 여전히 어렵다. 과학자들은 선상에서 이 극한 환경을 연구하는 방법을 찾기 위해 노력하고 있다. 광섬유, 위성, 원격 제어 로봇을 보다 정교하게 사용하여 과학자들은 언젠가 현창이 아닌 갑판의 컴퓨터 화면에서 심해를 탐험하기를 바라고 있다.

## 심해 탐사의 이정표
심해의 극한 상황을 견디기 위해서는 정교한 방법과 기술이 필요하기 때문에 탐사의 역사가 비교적 짧다. 심해 탐사의 몇 가지 중요한 이정표는 다음과 같다.
- 1521년: 페르디난드 마젤란이 가중선으로 태평양의 깊이를 측정하려고 했지만 바닥을 찾지 못했다.
- 1818년: 영국 연구원인 존 로스 경은 특수 장치로 약 2,000m(6,562피트) 깊이에서 해파리 와 벌레를 잡을 때 심해에 생명체가 살고 있다는 것을 처음으로 발견했다.
- 1843년: 이런 발견 들 에도 불구하고 Edward Forbes는 심해에 사는 생물의 다양성은 거의 없으며 수심이 깊어질수록 감소한다고 주장했다. 그는 550m(1,804피트)보다 깊은 물에는 생명체가 있을 수 없다고 말했다. 이른바 심연 이론이다.
- 1850년: Michael sars는 Lofoten 근처에서 800m(2,625ft) 깊이에서 다양한 심해 동물군을 발견하여 Abyssus 이론을 반박했다.
- 1872년-1876년: Charles Wyvile Thomson이 이끄는 선박 HMS Challenger 에 탑승한 challenger 원정대가 최초의 체계적인 심해 탐사를 수행했다. 이 탐험을 통해 심해에는 다양한 전문화된 생물군이 서식하고 있음이 밝혀졌다.
- 1890년-1898년: 동부 지중해 와 홍해에서 Franz Steindachner 가 이끄는 선박 SMS Pola 에 탑승한 최초의 오스트리아-헝가리 심해 탐험.
- 1898년-1899년: Carl Chun 이 이끄는 Valdivia 함선에 탑승한 최초의 독일 심해 탐험 남 대서양의 4,000m(13,123ft)가 넘는 깊이에서 많은 새로운 종을 발견했다.
- 1930년: William Beebe 와 Otis Barton 은 강철로 만들어진 소위 Bathysphere에서 다이빙을 하면서 심해에 도달한 최초의 인간이었다. 그들은 해파리와 새우를 관찰한 435m(1,427ft) 깊이에 도달 했다.
- 1934년: Bathysphere 는 923m(3,028ft)의 깊이에 도달했다.
- 1948년: Otis Barton은 수심 1,370(4,495ft)에 도달하여 새로운 기록을 수립했다.
- 1960년: Jacques Piccard 와 Don walsh 는 마리아나 해구의 Challenger Deep 바닥에 도달하여 심해 선박 Trieste에서 10,740m(35,236ft) 깊이까지 내려가 물고기와 심해 생물은 관찰했다.
- 2012년: James Cameron 이 조종하는 Deepsea Challenger 선박은 두 번째 유인 항해와 Challenger Deep 바닥에 대한 첫 단독 임무를 완료했다.
- 2018년: Victor Vescovo 가 조종하는 DSV Limiting Factor 는 대서양의 가장 깊은 지점에 대한 첫 번째 임무를 완료하여 해수면 아래 8,376m(27,477ft)에서 푸에르토리코 해구 바닥까지 잠수 했다.
- 2020년: Kathryn Sullivan 과 Vanessa O'Brien 이 임무를 완수하여 10,925m(35,843ft)에서 Challenger Deep 바닥에 도달한 최초의 여성이 되었다.

## 해양학 계측

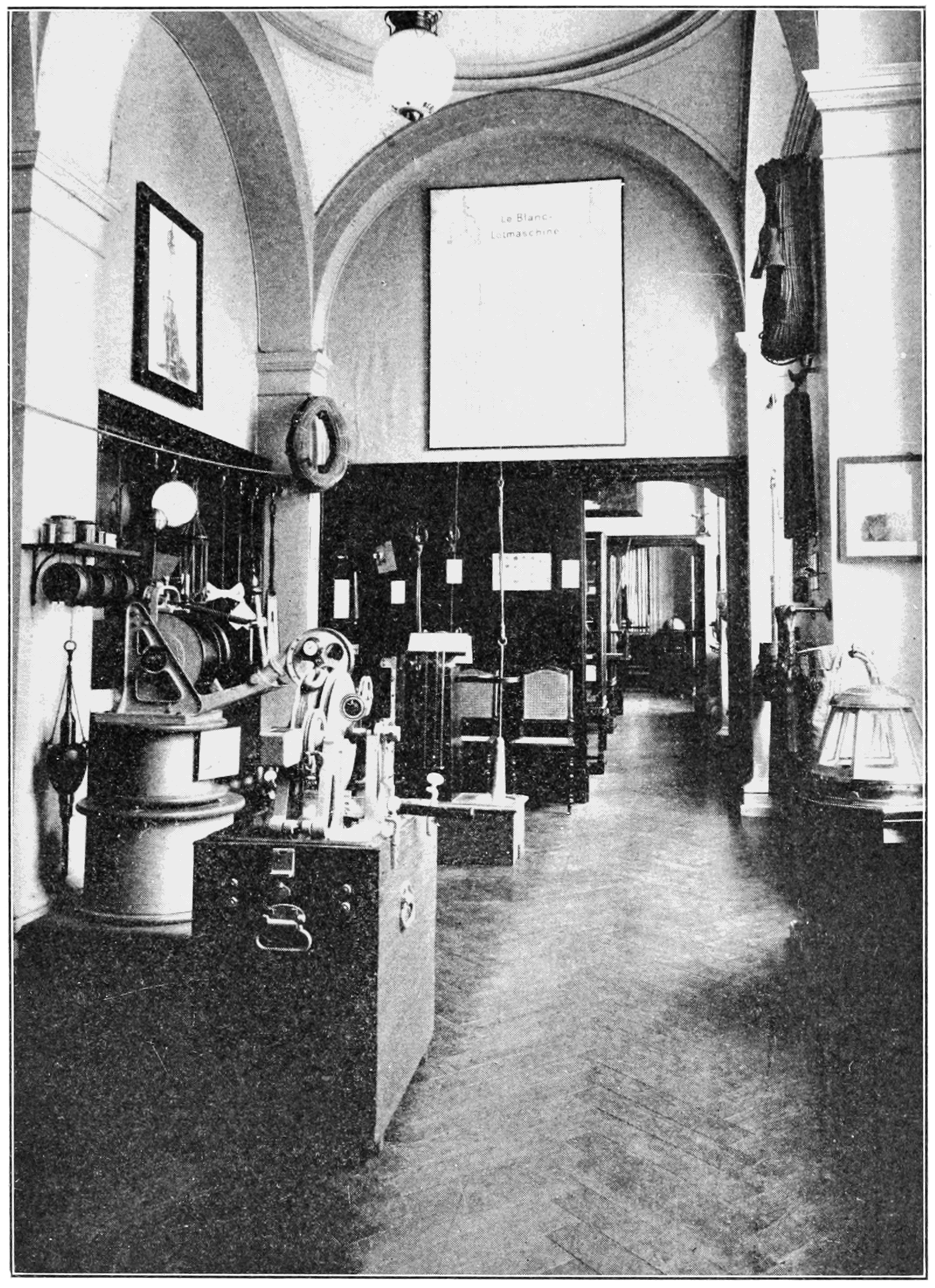
심해 탐사 장치, 1910

해저 조사에 사용된 최초의 도구 중 하나 인 소리 나는 무게는 해저가 바다 바닥에 부딪 쳤을 때 해저가 들어오도록 강요하는 바닥의 튜브로 설계되었다. 영국의 탐험가 제임스 클라크 로스 경은 1840년에 3,700m(12,139ft)의 깊이에 도달하기 위해 이 장비를 완전히 사용했다.
HMS 챌린저에 사용된 사운드 웨이트는 약간 더 진보된 "Baillie 사운드 머신"이었다. 영국 연구자들은 유선 사운딩을 사용하여 바다의 깊이를 조사하고 북극을 제외한 모든 바다에서 수백 개의 생물학적 샘플을 수집했다. 또한 HMS 챌린저에는 밧줄에 매달려있는 준설지와 국자가 사용되었으며, 해저의 퇴적물과 생물학적 표본의 샘플을 얻을 수 있었다.
소리 추이의 고급 버전은 중력 코어러. 중력 코어러를 통해 연구자들은 바다 바닥의 퇴적물 층을 샘플링하고 연구할 수 있다. 코어러는 리드 웨이트가 있는 개방형 튜브와 코어러가 해저 위로 낮아지고 작은 무게가 땅에 닿을 때 서스펜션 케이블에서 코어러를 방출하는 트리거 메커니즘으로 구성된다. 코어러는 해저에 떨어지고 최대 10m (33ft)의 깊이까지 침투한다. 코어러를 들어 올리면 해저층의 퇴적물 층의 구조가 보존되는 길고 원통형 샘플이 추출된다. 퇴적물 코어를 회수하면 과학자들은 빙하기와 같이 과거에 기후 패턴을 나타낼 수있는 진흙 속의 특정 화석의 유무를 볼 수 있다. 더 깊은 층의 샘플은 드릴에 장착 된 코러로 얻을 수 있다. 드릴링 선박 JOIDES Resolution은 바다 바닥 아래 1,500m (4,921ft)의 깊이에서 코어를 추출하도록 장착되어 있다.
에코 사운드 악기는 또한 제2차 세계 대전 이후 바다 바닥의 깊이를 결정하는 데 널리 사용되었다. 이 악기는 주로 음향 에코를 통해 물의 깊이를 결정하는 데 사용된다. 배에서 보내지는 소리의 맥박은 바다 바닥에서 배로 다시 반사되며, 송수신 사이의 시간 간격은 물의 깊이에 비례한다. 나가는 신호와 반환 신호 사이의 시간 경과를 종이 테이프에 지속적으로 등록함으로써 해저에 대한 지속적인 매핑이 얻어진다. 해저면의 대부분은 이런 식으로 매핑되었다.
또한 고해상도 텔레비전 카메라, 온도계, 압력 미터 및 지진 그래프는 기술 진보에 의해 발명 된 심해 탐사를위한 다른 주목할만한 도구이다. 이 장비는 긴 케이블에 의해 바다 바닥으로 내려 가거나 잠수 가능한 부표에 직접 부착된다. 심해 해류는 초음파 음향 장치를 운반하는 부유물에 의해 연구 될 수 있으므로 연구 선박에 탑승하여 움직임을 추적 할 수 있다. 이러한 선박 자체에는 위성 항법 시스템과 같은 최첨단 항법 장비 및 바다 바닥의 수중 음파 탐지기 비콘에 비해 선박을 라이브 위치에 유지하는 GPS가 장착되어 있다.

## 해양학 잠수정
고기압 때문에 잠수부가 특별한 장비 없이 내려올 수 있는 깊이가 제한된다. 스킨 다이버가 기록한 가장 깊은 하강은 127m (417 ft)이다. "JIM 슈트"와 같은 혁신적인 새로운 잠수복은 다이버들이 약 600m (1,969 ft)깊이까지 잠수할 수 있게 해준다. 일부 추가 정장은 잠수부를 물 속 다른 위치로 끌어올릴 수 있는 추진기 팩을 특징으로 한다.
더 깊은 곳을 탐험하기 위해서, 심해 탐험가들은 그들을 보호하기 위해 특별히 만들어진 강철 챔버에 의존해야 한다. 미국 탐험가 윌리엄 비브(William Beebe)는 하버드 대학의 동료 엔지니어 오티스 바튼(Otis Barton)과  함께 뉴욕의 컬럼비아 대학 출신의 박물학자이며 잠수부가 도달할 수 없는 깊이의 해양 종을 관찰할 수 있는 최초의 실용적인 잠수구를 설계했다. 1930년에 비브와 바튼은 1934년에 435 m (1,427 ft), 923 m (3,028 ft)의 깊이에 도달하였다. 잠재적 인 위험은 케이블이 고장 나면 표면으로 돌아갈 수 없다는 것이 었다. 다이빙 도중, 비브는 포트홀을 내다보며 그의 관찰을 표면에 있는 바튼에게 전화로 보고했다.
1948년, 스위스의 물리학자 아우구스트 피카르(Auguste Piccard)는 휘발유가 채워진 부유물과 매달린 챔버 또는 구형 강철의 곤돌라를 갖춘 항해 가능한 심해 선박인 바티스카페(bathyscaphe)라고 불리는 훨씬 더 깊은 다이빙 선박을 시험했다.  카보 베르데 제도에서의 실험적인 다이빙에서, 그의 바티스카페는 1,402 m (4,600 ft)에서 그것에 대한 압력을 성공적으로 견뎌 냈지만, 다이빙 후 무거운 파도에 의해 심각하게 손상되었다. 1954 년에이 바티스 카페로 Piccard는 4,000m (13,123ft)의 깊이에 도달했다.  1953년에, 그의 아들 Jacques Piccard는 현장 시험에서 3,139 m (10,299 ft)로 뛰어든 새롭고 개량된 bathyscaphe Trieste를 건설하는 일에 합류했다.  미국 해군은 1958년에 트리에스테를 인수하여 심해 참호에 도달할 수 있도록 새로운 오두막을 갖추었다.  1960년에, 자크 피카르와 미국 해군 중위 도널드 월쉬는 트리에스테에서 지구상에서 가장 깊은 알려진 지점인 마리아나 해구의 챌린저 딥(Challenger Deep)으로 내려와 역사상 가장 깊은 다이빙을 성공적으로 했다: 10,915 m (35,810 ft).
현재 전 세계적으로 점점 더 많은 수의 점유 잠수정이 사용되고 있다. 예를 들어, 우즈 홀 해양 연구소 (Woods Hole Oceanographic Institution)가 운영하는 미국 건설 DSV Alvin은 약 3,600m (11,811ft)까지 다이빙 할 수 있는 3 인 잠수함이며 바닥 샘플을 수집하는 기계 조작기가 장착되어 있다. 우즈 홀 해양 연구소 (Woods Hole Oceanographic Institution)가 운영하는 Alvin은 4,000m (13,123ft) 깊이까지 세 명의 승무원을 태우도록 설계되었다. 잠수함에는 조명, 카메라, 컴퓨터 및 기동성이 뛰어난 로봇 팔이 장착되어 있어 바다 깊숙한 곳에서 샘플을 수집할 수 있다. 앨빈은 1964년에 첫 번째 테스트 다이빙을 했고, 평균 수심 1,829m(6,001ft)까지 3,000회 이상의 다이빙을 수행했다. Alvin은 또한 갈라파고스 제도 근처의 태평양 바닥에서 거대한 튜브 웜이 발견된 것과 같은 다양한 연구 프로젝트에 참여했다.

### 무인 잠수정
최초의 무인 심해 차량 중 하나는 1950 년대 초 앨런 핸콕 재단 (Allan Hancock Foundation)의 보조금으로 남부 캘리포니아 대학에서 개발되어 카메라와 스트로브 라이트가 포함된 벤토그래프 (benthograph)라고 불리는 무인 강철 고압 3,000 lb (1,361 kg) 구체로 바다 아래에서 수 마일을 사진을 찍는보다 경제적 인 방법을 개발했다. USC가 만든 원래의 벤토그래프는 일부 바위 사이에 쐐기를 박고 회수 할 수 없을 때까지 일련의 수중 사진을 찍는 데 매우 성공적이었다.
원격 작동 차량 (ROV)도 수중 탐사에 점점 더 많이 사용되고 있다. 이 잠수함은 표면 선박에 연결되는 케이블을 통해 조종되며 최대 6,000m (19,685ft)의 깊이에 도달 할 수 있다. 로봇 공학의 새로운 발전은 또한 AUV 또는 자율 수중 차량의 창설로 이어졌다. 로봇 잠수함은 사전에 프로그래밍되어 있으며 표면에서 지시를 받지 못한다. 하이브리드 ROV(HROV)는 ROV와 AUV의 기능을 결합하여 독립적으로 또는 케이블과 함께 작동한다. 아르고는 RMS 타이타닉의 난파선을 찾기 위해 1985년에 고용되었다; 작은 제이슨은 난파선을 탐험하는 데에도 사용되었다.

### 압력 용기의 구조 및 재료
심해 탐사선을 건설 할 때 특별한 고려 사항을 취해야 한다. 가공, 재료 선택 및 건설은 모두 매우 중요한 요소이다. 심해의 대부분은 얼어 붙을 근처의 온도에 남아 있으며, 사용된 금속의 취성에 기여한다. 선박이 유인 된 경우, 다이버 또는 다이버를 수용하는 부분은 거의 항상 가장 높은 고려 사항의 일부이다. 전자 케이싱과 같은 잠수용 차량의 다른 부분은 가볍지만 강한 폼으로 보강하거나 조밀 한 액체로 채울 수 있다. 그러나 유인 부분은 속이 비어 있어야 하며 인간을 위해 작동 할 수 있는 압력을 받아야 한다. 이러한 요구 사항은 외부와 내부의 압력 차이가 가장 높기 때문에 용기에 큰 스트레스를 준다. 무인 선박도 신중하게 건설해야 한다. 압력 차이는 유인 선박만큼 크지는 않지만 무인 선박에는 민감하고 섬세한 전자 장비가 있어 안전하게 보관해야 한다. 선박의 성격에 관계없이 선상 압력 용기는 거의 항상 구형 또는 원통형 모양으로 구성된다. 바다가 우주선에 가하는 압력은 본질적으로 수압적이며, 등방성 또는 대칭인 모양은 이 압력을 고르게 분배하는 데 도움이 된다.
잠수할 수 있는 연구 차량을 건설하기 위해 선택된 재료의 처리는 나머지 건설 과정의 대부분을 안내한다. 예를 들어, 일본 해양-지구 과학 기술청 (JAMSTEC)은 다양한 구조를 갖춘 여러 자율 수중 차량 (AUV)을 사용한다. 이 선박의 고압 용기를 건설하는 데 가장 일반적으로 사용되는 금속은 알루미늄, 강철 및 티타늄의 합금이다.  알루미늄은 매우 높은 강도가 필요하지 않은 중간 깊이의 작업을 위해 선택된다. 강철은 믿을 수 없는 항복 강도와 항복 응력을 갖도록 조정할 수 있는 매우 잘 알려진 재료이다. 그것은 바다의 극한의 압력에 저항하기 위한 훌륭한 재료이지만 무게 문제로 인해 강철 압력 용기의 크기를 제한하는 매우 높은 밀도를 가지고 있다.  티타늄은 강철만큼 강하고 빛보다 세 배나 강하다. 그것은 사용하는 명백한 선택처럼 보이지만 그 자체의 몇 가지 문제가 있다. 첫째, 티타늄으로 작업하는 것이 훨씬 더 비싸고 어렵고 부적절한 가공으로 인해 상당한 결함이 발생할 수 있다. 뷰포트와 같은 기능을 압력 용기에 추가하려면 티타늄에 위험을 초래하는 섬세한 가공 작업을 사용해야 한다.  예를 들어, 심해 챌린저(Deepsea Challenger)는 조종사를 수용하기 위해 강철 구체를 사용했다. 이 구체는 23,100 psi의 정압을 견딜 수있는 것으로 추정되며, 이는 챌린저 딥 (Challenger Deep)보다 훨씬 깊은 52,000 피트의 바다 깊이와 거의 같다. 더 작은 티타늄 구체는 선박의 많은 전자 장치를 수용하는 데 사용되었는데, 크기가 작을수록 치명적인 고장의 위험이 낮아졌다.
연철은 원하는 모양을 만들기 위해 물리적으로 작업되며,이 과정은 여러 가지 방법으로 금속을 강화한다. 냉간 가공이라고도 알려진 추운 온도에서 가공되면 금속은 변형 경화를 겪는다. 고온 또는 열간 가공에서 가공되면 다른 효과가 금속을 강화할 수 있다. 상승 된 온도는 합금의 작업을 보다 쉽게 할 수 있게 해주며, 합금 원소를 제자리에 고정 시켜 온도를 급격히 낮출 수 있다. 그런 다음 이러한 요소는 침전물을 형성하여 강성을 더욱 증가 시킨다.

## 과학적 결과
1974년, Alvin (woods Hole Oceanographic lnstitution 과 Deep Sea Place Research Center에서 운영), 프랑스의 수변경관 Archimede, 프랑스의 다이버 접시 CYANA 는 지원선과 Glomar Challenger의 도움을받아 중부 해역의 대열 곡을 탐험했다. 아소르스 제도 남서쪽에 있는 Atlantic Ridge, 이 지역에서는 약 5,200장의 사진이 촬영되었고 비교적 젋은 응고된 마그마 샘플이 열곡 계곡의 중앙 균열의 양쪽에서 발견되었으며, 이는 해저가 약 2.5cm(1.0인치)이다.
1979년에서 1980년 사이에 에콰도르 연안에서 갈라파고스 열곡으로 수행된 일련의 잠수에서 프랑스, 이탈리아, 멕시코 및 미국 과학자들은 높이가 거의 9m(30ft), 너비가 약 3.7m(12ft)인 열수 분출구를 발견했다. 뜨거운 물(최대 300°C, 572°F)과 용해된 금속의 혼합물을 어둡고 연기 같은 연기로 방출한다. 이 온천은 구리, 니켈, 카드뮴, 크롬 및 우라늄이 풍부한 퇴적물의 형성에 중요한 역할을 한다.

## 심해 채굴
심해 탐사는 1873 년 챌린저 탐사의 항해에 의해 처음 발견된 해저 깊숙한 곳에 위치한 풍부한 광물 자원에 대한 관심이 높아짐에 따라 새로운 추진력을 얻었다. 캐나다, 일본, 한국, 영국을 포함한 국제 해저 당국 회원국들의 관심이 높아짐에 따라 태평양의 클라리온 클리퍼턴 골절 지역에서 18 건의 탐사 계약이 수행되었다.  탐사 및 관련 연구의 결과는 현대 의학에 영향을 미칠 수있는 미세한 미생물뿐만 아니라 새로운 해양 종의 발견이다. 민간 기업은 또한 이러한 자원에 관심을 표명했다. 학술 기관과 협력하여 다양한 계약자가 115,591km의 고해상도 수심 측정 데이터, 10,450개의 보존된 생물학적 샘플 및 3,153 라인 킬로미터의 해저 이미지를 획득하여 해저와 생태계에 대한 깊은 이해를 얻었다.